# 포추올리

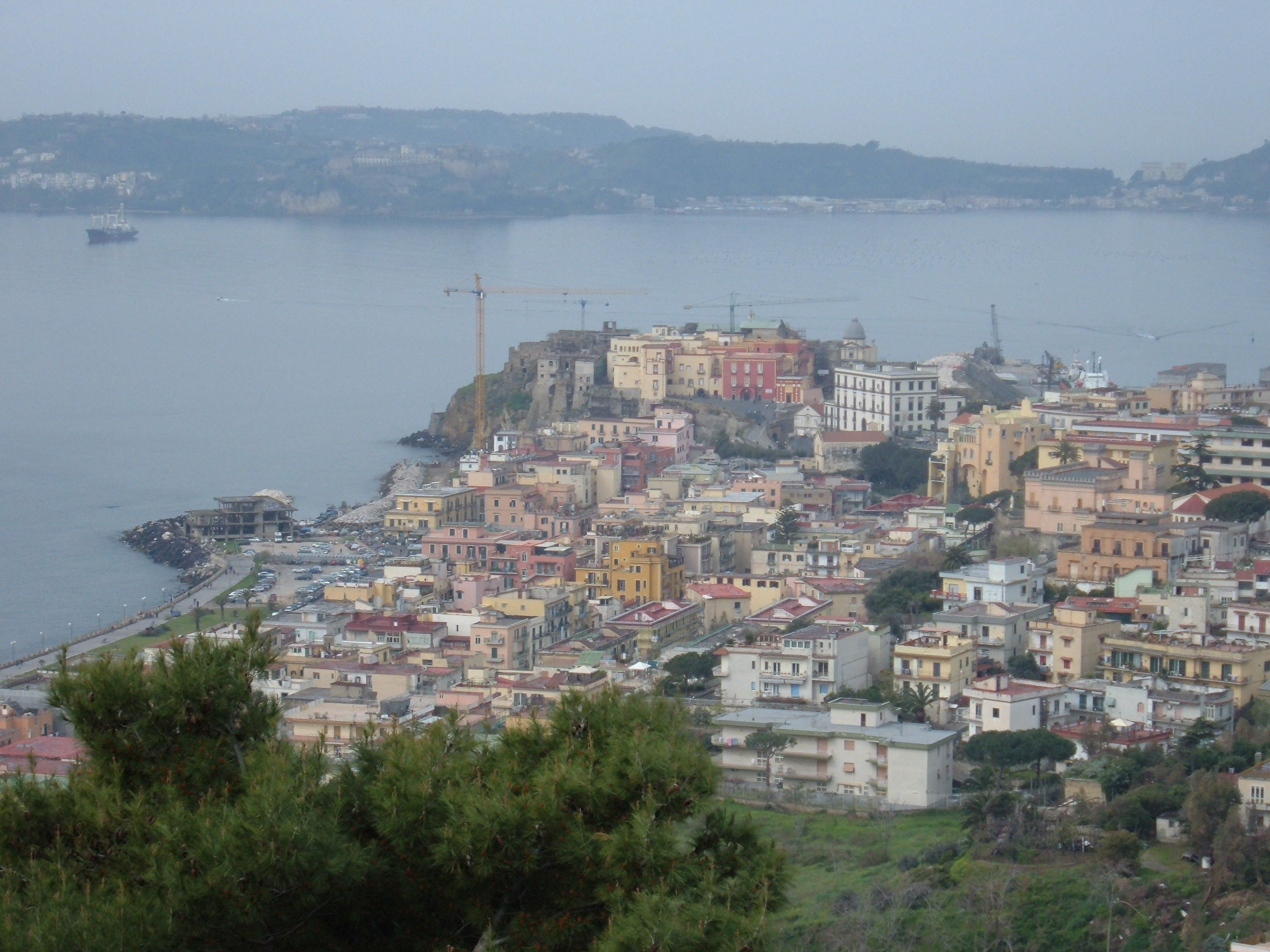
포추올리

포추올리(이탈리아어: Pozzuoli, 나폴리어: Pezzulo, 라틴어: Puteoli 푸테올리[*])는 이탈리아 캄파니아주 나폴리현에 위치한 코무네다. 캄피 플레그레이의 중요 도시다.

## 역사
이 도시의 기원은 그리스 식민지 디카에르키아 (Dicaearchia)(Δικαιαρχία)다.

## 자매 도시
- 그리스 아요스디미트리오스 (1986)
- 폴란드 슈체친 (1993)
- 스페인 타라고나 (2003)